# Albert Richon
Pour les articles homonymes, voir Richon.
Albert Richon est un écrivain français.

## Œuvres
- Une école, un empereur, un château, 1803-1808, 1958. Prix Broquette-Gonin 1959.